# Bay Port
Bay Port es un lugar designado por el censo ubicado en el condado de Huron en el estado estadounidense de Míchigan. En el Censo de 2010 tenía una población de 477 habitantes y una densidad poblacional de 54,5 personas por km².

## Geografía
Bay Port se encuentra ubicado en las coordenadas 43°50′14″N 83°22′7″O / 43.83722, -83.36861. Según la Oficina del Censo de los Estados Unidos, Bay Port tiene una superficie total de 8.75 km², de la cual 8.67 km² corresponden a tierra firme y (0.95%) 0.08 km² es agua.

## Demografía
Según el censo de 2010, había 477 personas residiendo en Bay Port. La densidad de población era de 54,5 hab./km². De los 477 habitantes, Bay Port estaba compuesto por el 98.74% blancos, el 0.42% eran afroamericanos, el 0.21% eran amerindios, el 0.42% eran asiáticos, el 0% eran isleños del Pacífico, el 0.21% eran de otras razas y el 0% pertenecían a dos o más razas. Del total de la población el 1.89% eran hispanos o latinos de cualquier raza.